# Aphyosemion caudofasciatum
Aphyosemion caudofasciatum е вид лъчеперка от семейство Nothobranchiidae.

## Разпространение
Видът е разпространен в Република Конго.

## Описание
На дължина достигат до 5 cm.